# Arne Friedrich
Arne Friedrich [IPA-de|ˈaɐ̯nə ˈfʁiːdʁɪç] (Bad Oeynhausen, 29 de maig de 1979) és un futbolista professional alemany.

## Carrera futbolística
A juny de 2008, el jugador del Hertha Berlin ha representat al seu país en 61 ocasions, sent el seu debut en el partit contra Bulgària en Sofia el 21 d'agost de 2002, que va acabar 2-2. El 21 de desembre de 2004, Friedrich va ser el capità de la selecció d'Alemanya que va golejar 5-1 a Tailàndia en Bangkok.
Va estar dins dels 23 jugadors que va disputar la Copa del Món de 2006, on Alemanya va acabar tercera. Friedrich va jugar quasi tots els partits i fou un important jugador per a aconseguir aqueixa tercera plaça per a Alemanya. És un jugador molt versàtil, juga en totes les posicions de defensa i de tant en tant en la posició de migcampista. També va ser convocat per a jugar l'EURO 2008.
Arne Friedrich és un defensor amb molta confiança i pot causar molt de mal en atac, perquè és un dels defensors més ràpids de la Bundesliga.

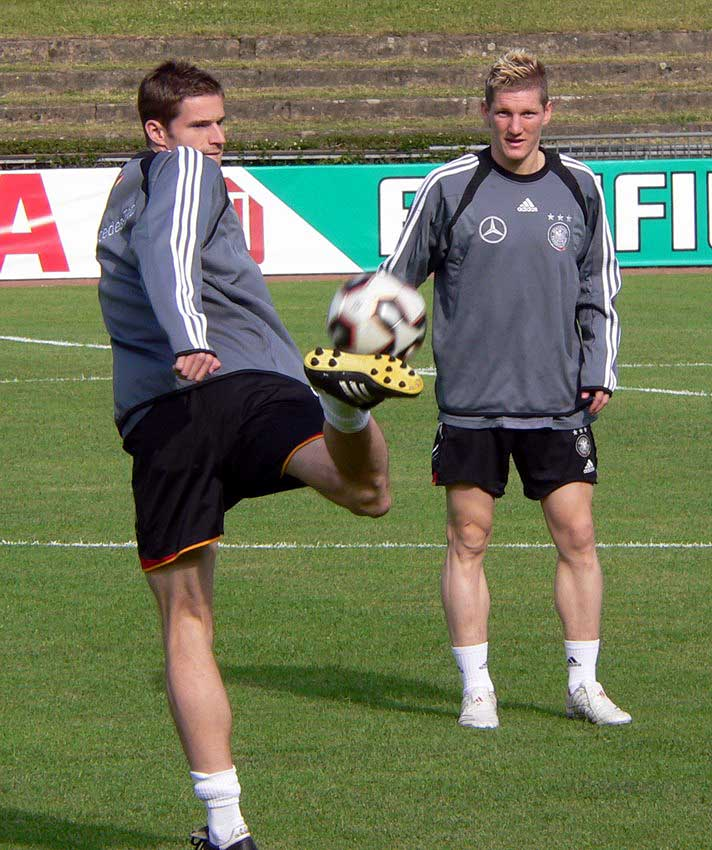
Friedrich (esquerra) amb el seu company d'equip Bastian Schweinsteiger

## Estadístiques de la seua carrera
| Club                     | Temporada | Lliga | Lliga | Copa | Copa  | Competició europea | Competició europea | Total | Total |
| Club                     | Temporada | Jug   | Goles | Jug  | Goles | Jug                | Goles              | Jug   | Goles |
| ------------------------ | --------- | ----- | ----- | ---- | ----- | ------------------ | ------------------ | ----- | ----- |
| Arminia Bielefeld        | 2000-01   | 25    | 1     | 2    | 0     | -                  | -                  | 27    | 1     |
| Arminia Bielefeld        | 2001-02   | 22    | 0     | 2    | 0     | -                  | -                  | 24    | 0     |
| Arminia Bielefeld        | Total     | 47    | 1     | 4    | 0     | -                  | -                  | 51    | 1     |
| Hertha Berlin            | 2002-03   | 33    | 5     | 1    | 0     | 8                  | 0                  | 42    | 5     |
| Hertha Berlin            | 2003-04   | 30    | 2     | 3    | 1     | 2                  | 0                  | 35    | 3     |
| Hertha Berlin            | 2004-05   | 25    | 3     | 0    | 0     | -                  | -                  | 25    | 3     |
| Hertha Berlin            | 2005-06   | 31    | 1     | 3    | 1     | 8                  | 0                  | 42    | 2     |
| Hertha Berlin            | 2006-07   | 26    | 2     | 4    | 0     | 4                  | 0                  | 34    | 2     |
| Hertha Berlin            | 2007-08   | 30    | 0     | 2    | 0     | 0                  | 0                  | 32    | 0     |
|                          | Total     | 175   | 13    | 13   | 2     | 22                 | 0                  | 208   | 15    |
| Total en la seua carrera |           | 222   | 14    | 17   | 2     | 22                 | 0                  | 259   | 16    |

## Participacions en Copes del Món
| Mundial                        | Sede       | Resultat    |
| ------------------------------ | ---------- | ----------- |
| Copa Mundial de Futbol de 2006 | Alemanya   | Tercer lloc |
| Copa Mundial de Futbol de 2010 | Sud-àfrica |             |

## Clubs
| Club              | País     | Any         |
| ----------------- | -------- | ----------- |
| Arminia Bielefeld | Alemanya | 2000 - 2002 |
| Hertha BSC Berlin | Alemanya | 2002 -      |